# Troféu HQ Mix de melhor publicação mix
Publicação mix é uma das categorias do Troféu HQ Mix, premiação brasileira dedicada aos quadrinhos que é realizada pela Associação dos Cartunistas do Brasil (ACB) e pelo Instituto do Memorial das Artes Gráficas do Brasil (IMAG) desde 1989.

## História
Na primeira edição do Troféu HQ Mix, em 1989, foi criada a categoria "Revista mix", com o objetivo de premiar obras em quadrinhos compostas por coletâneas de histórias criadas por diversos artistas, tendo ou não unidade editorial (por exemplo, um mesmo universo ficcional ou unidade temática). São premiadas tanto obras brasileiras quanto obras de origem estrangeira publicadas por editoras nacionais.
A partir de 2004, a categoria passou a ser chamada de "Publicação mix". Os vencedores são escolhidos por votação entre profissionais da área (roteiristas, desenhistas, jornalistas, editores, pesquisadores etc.) a partir de uma lista de sete indicados elaborada pela comissão organizadora do evento.

## Vencedores e indicados
| Ano  | Obra                                                               | Autor(es)                                                          | Editora                                                            | Outros indicados | Notas         |
| ---- | ------------------------------------------------------------------ | ------------------------------------------------------------------ | ------------------------------------------------------------------ | --- | ------------- |
| 1989 | Animal                                                             | vários autores                                                     | VHD Diffusion                                                      | | [ 1 ]         |
| 1990 | Animal                                                             | vários autores                                                     | VHD Diffusion                                                      | | [ 1 ]         |
| 1991 | Animal                                                             | vários autores                                                     | VHD Diffusion                                                      | | [ 1 ]         |
| 1992 | Mil Perigos                                                        | vários autores                                                     | Dealer                                                             | | [ 1 ]         |
| 1994 | John Lennon - tributo (Graphic Rock n° 1)                          | vários autores                                                     | Nova Sampa                                                         | | [ 1 ]         |
| 1995 | Lúcifer                                                            | vários autores                                                     | Circo                                                              | | [ 1 ]         |
| 1996 | Lúcifer                                                            | vários autores                                                     | Circo                                                              | | [ 1 ]         |
| 1997 | Heavy Metal                                                        | vários autores                                                     | Heavy Metal                                                        | | [ 1 ]         |
| 1998 | Metal Pesado - tudo em quadrinhos                                  | vários autores                                                     | Metal Pesado                                                       | | [ 1 ]         |
| 1999 | Cybercomix                                                         | vários autores                                                     | Bookmakers                                                         | | [ 1 ]         |
| 2000 | Graffiti 76% Quadrinhos                                            | vários autores                                                     | independente                                                       | | [ 3 ]         |
| 2001 | Canalha                                                            | vários autores                                                     | Brainstore                                                         | | [ 4 ]         |
| 2002 | Front                                                              | vários autores                                                     | Via Lettera                                                        | | [ 5 ]         |
| 2003 | Front                                                              | vários autores                                                     | Via Lettera                                                        | | [ 6 ]         |
| 2004 | Front                                                              | vários autores                                                     | Via Lettera                                                        | | [ 2 ]         |
| 2005 | Mosh!                                                              | S. Lobo e Renato Lima, editores                                    | independente                                                       | | [ 7 ]         |
| 2006 | Mosh!                                                              | S. Lobo e Renato Lima, editores                                    | independente                                                       | - Caô (independente) - Clériston e a banda dialógica (independente) - Front 16 – Morte (Via Lettera) - Kaos (Mantícora) - Marvel Max (Panini) | [ 8 ] [ 9 ]   |
| 2007 | Front nº 17                                                        | vários autores                                                     | Via Lettera                                                        | - Banda Grossa - Domínio Público - Graffiti 76% # 15 - Juke Box - Marvel Max (Panini) - Mosh! | [ 10 ] [ 11 ] |
| 2008 | Pixel Magazine                                                     | vários autores                                                     | Pixel                                                              | - Front - Ódio #18 - Graffiti #16 - Marvel Max - Irmãos Grimm em Quadrinhos - Ragú #6 - Tarja Preta #5 | [ 12 ] [ 13 ] |
| 2009 | Graffiti 76% Quadrinhos nº 18                                      | vários autores                                                     | independente                                                       | - Front #19 (Via Lettera) - Front Especial - 100 Anos da Imigração Japonesa no Brasil (Via Lettera) - Grande Clã (Independente) - Pixel Magazine (Pixel) - Power Trio (Independente) - Prática de Escrita (Terracota) | [ 14 ] [ 15 ] |
| 2010 | MSP 50 - Mauricio de Sousa por 50 artistas                         | vários autores                                                     | Panini                                                             | - Beleléu (Independente) - Panorama dos Quadrinhos Contemporâneos na Alemanha (Independente) - Graffiti 76% Quadrinhos (Independente) - Ragu (Independente) - Revista Picabu (Independente) - Tarja Preta (Independente) | [ 16 ] [ 17 ] |
| 2011 | MSP +50 - Mauricio de Sousa por mais 50 artistas                   | vários autores                                                     | Panini                                                             | - Golden Shower (Independente) - JAM (Independente) - Quebraqueixo, a Banda Desenhada (Independente) - Quebra-Queixo, Technorama (Quanta/Devir) - Samba (Independente) - Vertigo (Panini) | [ 18 ] [ 19 ] |
| 2012 | MSP Novos 50 - Mauricio de Sousa por 50 novos artistas             | vários autores                                                     | Panini                                                             | - 1000-1 (Cachalote/Barba Negra/Leya) - Fierro Brasil (Zarabatana) - Golden Shower 2 (Independente) - Mad (Panini) - Tarja Preta (Independente) - Vertigo (Panini) | [ 20 ] [ 21 ] |
| 2013 | Creepy – Contos Clássicos de Terror – Volume Um                    | vários autores                                                     | Devir                                                              | - Fierro Brasil #2 (Zarabatana) - Fim do Mundo em Quadrinhos (Devir - Quanta) - Graffiti 76% Quadrinhos #23 (independente) - Ouro da Casa (Panini) - Ragú Cordel (independente) - The Spirit - vol. 2 - Mais Aventuras (Devir) | [ 22 ] [ 23 ] |
| 2014 | Friquinique                                                        | vários autores                                                     | independente                                                       | - Imaginários em Quadrinhos Vol. 2 (Draco) - Juiz Dredd Magazine (Mythos) - Máquina Zero (Independente) - Surfista Calhorda (Independente) - Vertigo Especial – Atire & Outras Histórias (Panini) - X-O Manowar (HQM) | [ 24 ] [ 25 ] |
| 2015 | Gibi Quântico                                                      | vários autores                                                     | independente                                                       | - Clássicos Revisitados vol. 2 - Monstros Noir (Independente) - Dark Horse Apresenta 1 e 2 (HQ Maniacs) - Henshin! Mangá (JBC) - Imaginários em Quadrinhos vol. 3 (Draco) - Juiz Dredd Magazine (Mythos) - Safadas vols. 1 a 4 (Nemo) | [ 26 ] [ 27 ] |
| 2016 | O Rei Amarelo em quadrinhos                                        | vários autores                                                     | Draco                                                              | - 321 – Fast Comics – Volume 2 – INDEPENDENTE - A Mão Livre – Humor Depois de Charlie Hebdo – QUADRINHOS NA CIA - Afrodite – Quadrinhos Eróticos – VENETA - Aqui e acolá – Histórias dos dois lados do Atlântico – MARSUPIAL/JUPATI - Guia Culinário do Falido – BALÃO - Máquina Zero – Quadro a Quadro - O Fabuloso Quadrinho Brasileiro de 2015 – INDEPENDENTE - Spam – ZARABATANA | [ 28 ] [ 29 ] |
| 2017 | O Despertar de Cthulhu em Quadrinhos                               | vários autores                                                     | Draco                                                              | - ANTOLOGIA HQ – PROJETO HQ CEARÁ (Edições Demócrito Rocha – EDR) - CATÁLOGO FIQ 2015(FIQ 2015) - CLÁSSICOS REVISITADOS VOL 04 HISTÓRIA & SCI-FI (Editora Quadrinhópole) - FIQ JOVEM – TURMA DE 2016 (FIQ) - FRONT – 15 ANOS, UMA HISTÓRIA (Via Lettera/Instituto HQ) - HENSHIN MANGÁ 02 (JBC) - MEMÓRIAS DO MAURICIO (PANINI) - SELVA – A GAZETA GRÁFICA (independente) - VISUALIZANDO CITAÇÕES VOL 02 (independente) | [ 30 ] [ 31 ] |
| 2018 | Baiacu                                                             | Angeli e Laerte (organizadores)                                    | Todavia                                                            | - A vida secreta de Londres - Demônios da Goetia em quadrinhos - Despacho - Revista Action Hiken – Edição #24 - Selva – A Gazeta Gráfica Nº 2 - Série Postal – Ano Um - Space Opera em quadrinhos | [ 32 ] [ 33 ] |
| 2018 | Marcatti 40                                                        | vários autores                                                     | Ugra Press                                                         | - A vida secreta de Londres - Demônios da Goetia em quadrinhos - Despacho - Revista Action Hiken – Edição #24 - Selva – A Gazeta Gráfica Nº 2 - Série Postal – Ano Um - Space Opera em quadrinhos | [ 32 ] [ 33 ] |
| 2019 | Gibi de Menininha                                                  | vários autores                                                     | Zarabatana                                                         | - Antologia HQ: Quadrinhos para sala de aula - Classicos Revisitados Vol 5 - Delirium Tremens de Edgar Allan Poe - Periferia Cyberpunk - Quadrinhos que podem desgraçar sua vida (ou não) - Revista Pé de Cabra - Revista Refluxo - Revista Sinistra - Teatro do Pavor | [ 34 ] [ 35 ] |
| 2020 | Mulheres & Quadrinhos Dani Marino e Laluña Machado, orgs. / Skript | Mulheres & Quadrinhos Dani Marino e Laluña Machado, orgs. / Skript | Mulheres & Quadrinhos Dani Marino e Laluña Machado, orgs. / Skript | - Bruttal (Raoni Marqs, Yuri Moraes, Felipe Portugal e Thiago M. Martins / Omelete Originals) - Café Espacial nº 17 (Sergio Chaves, editor / independente) - Gibi de Menininha 2 (Camila Suzuki, Camila Torrano, Clarice França, Dane Taranha, Fabiana Signorini, Germana Viana, Juliana Loyola, Katia Schittine, Milena Azevedo, Rebeca Puig, Renata CB Lzz, Roberta Cirne e Sueli Mendes / Zarabatana) - Histórias Passageiras (Vários autores / Qualidade em Quadrinhos) - Na Quebrada: Quadrinhos de Hip Hop (Vários autores / Draco) - Pé-de-Cabra nº 2 (Vários autores / Pé-de-Cabra) - Sangue no Olho (Vários autores / Draco) - Segunda-Feira Eu Paro (Vários autores / independente) - Tools Challenge: Sayonara Bye Bye (Max Andrade / [[Draco (editora)\|Draco][]) | [ 36 ] [ 37 ] |
| 2021 | Café Espacial nº 18 Sergio Chaves, editor / independente           | Café Espacial nº 18 Sergio Chaves, editor / independente           | Café Espacial nº 18 Sergio Chaves, editor / independente           | - Arquivos Secretos da Segunda Guerra Mundial (Raphael Fernandes, editor / Draco) - As Inconcebíveis Aventuras do Super-Incel e os Cabulosos Nerds Tóxicos (Vários autores / Skript) - Dossiê Bizarro (Vários autores / Skript) - Emília: 100 Anos (Vários autores / Skript) - Imaginário! nº 19 (Alberto Ricardo Pessoa e Henrique Magalhães, editores / Marca de Fantasia) - Ménage nº 1(Germana Viana, Laudo Ferreira e Marcatti / independente) - O Grande, Gostoso, Quente e Úmido Livro do Sexo! (Vários autores / HQueria) - Shogum dos Mortos: As Sete Faces do Horror (Vários autores / Draco) - Sob a Luz do Arco-íris (Mário César Oliveira, org. / Skript) | [ 38 ] [ 39 ] |
| 2022 | Almanaque Guará Vários autores / Universo Guará                    | Almanaque Guará Vários autores / Universo Guará                    | Almanaque Guará Vários autores / Universo Guará                    | - Astrum Argentum de Aleister Crowley (Raphael Fernandes, org. / Draco) - Babalon: As Mulheres Escarlate (Vários autores / Draco - Batman: O Mundo (Vários autores / Panini Comics - Café Espacial nº 19 (Sergio Chaves, editor / independente}}) - Giby: Revista Digital em Quadrinhos nº 1 (Vários autores / Quadriculando) - Ménage nº 2 (Germana Viana, Laudo Ferreira e Marcatti / independente) - Quadrinhos Queer (Ellie Irineu, Gabriela Borges e Guilherme Smee / Skript) - Ragu nº 8 (Vários autores / Cepe) - Revista Plaf (Vários autores / Revista O Grito! | [ 40 ] [ 41 ] |
| 2023 | Almanaque Guará Vários autores / Universo Guará                    | Almanaque Guará Vários autores / Universo Guará                    | Almanaque Guará Vários autores / Universo Guará                    | - Aventuras Macabras de Edgar Allan Poe (Flavio Colin, Julio Shimamoto, Jordí e José Menezes / Skript) - Baile de Máscaras: Antologia de Quadrinhos (Rafa Louzada, editor / independente) - Café Espacial nº 20 (Sergio Chaves, editor) - Colorbar (Daniel Bretas / independente) - Harvi nº 1 (Marcos KZ e Aline Zouvi, editores / Harvi) - Memorabilia (Ruy Cardoso e Luiz Andrade / independente) - Não Tema, Isso É Coisa de Mulher (Bianca Mól, Eliane Bonadio, Fabiana Signorini, Flávia Gasi, Ligia Zanella, Luiza Lemos, Mari Santtos, Renata C B Lzz e Roberta Cirne / independente) - Orgulho DC (Vários autores / Panini Comics - Ragu nº 9 (Vários autores / Cepe) - Terror em Nanquim (Mhorgana Alessandra, org. / independente)                                 | [ 42 ] [ 43 ] |